# Naswar

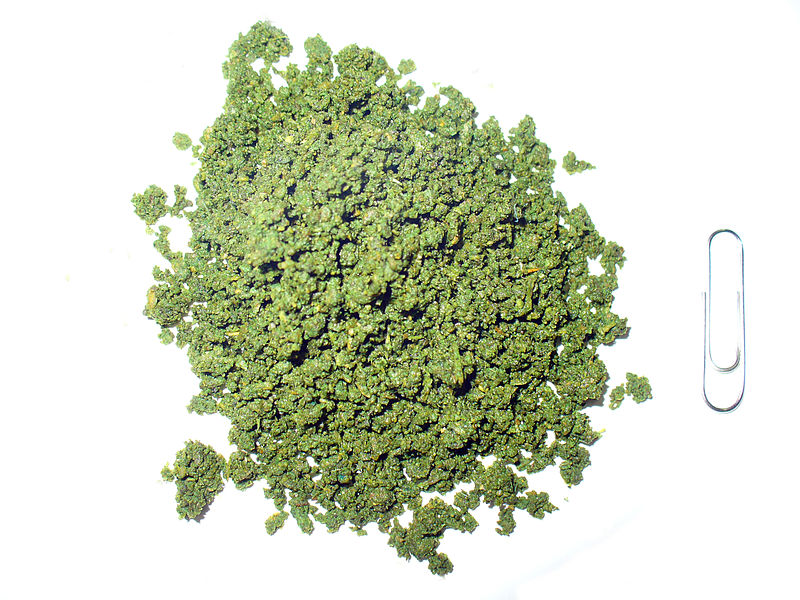
Naswar

Naswar ist eine Form des Kautabaks, die insbesondere in Süd- und Zentralasien verbreitet ist. Naswar ist eine Mischung aus Tabakblättern, Asche, Löschkalk und Aromastoffen. Diese Mischung wird pulverisiert und angefeuchtet. Zum Konsum werden kleine Mengen Naswar für einen längeren Zeitraum unter der Oberlippe getragen.
In Westeuropa ist Naswar seit dem 15. Jahrhundert bekannt, als es dort vom spanischen Mönch Ramon Pane nach der zweiten Reise Columbus‘ zum amerikanischen Kontinent eingeführt wurde. In Afghanistan und angrenzenden Ländern ist es jedoch schon weitaus länger bekannt. Dort wird es vor allem in Form grünen Pulvers konsumiert. Die pakistanischen Städte und Bezirke Bannu, Dera Ismail Khan, Charsadda und Mohmand sowie die afghanische Stadt Herat sind für die Naswar-Produktion bekannt.
In seinen Ursprungsländern wie auch in Europa wurde Naswar in der Vergangenheit auch medizinischer Nutzen nachgesagt. 1561 ließ der französische Botschafter in Portugal, Jean Nicot, nach dem das Nikotin benannt wurde, Naswar an Catherine de’ Medici schicken, um die Migräne ihres Sohnes zu heilen.

## Verbreitung
Naswar erfreut sich in vielen Ländern großer Beliebtheit, vor allem in Afghanistan und weiteren Staaten Zentralasiens. Turkmenistan war 2008 das erste Land, das Naswar verbot, 2015 folgte Kasachstan diesem Beispiel. Im August 2018 klassifizierten alle arabischen Ländern Naswar als Droge und verboten sie damit. Die Einfuhr von Naswar wurde unter Strafe gestellt. Im November 2018 mussten sich fünf Drogenhändler in den Vereinigten Arabischen Emiraten wegen der Einfuhr von Naswar vor Gericht verantworten. Ein bedeutender Grund für die Beliebtheit des Kautabaks ist der verhältnismäßig günstige Preis von Naswar, der nur einen Bruchteil des Preises von Zigaretten ausmacht.

## Folgen
Aufgrund des enthaltenen Nikotins macht Naswar abhängig. Außerdem hat eine Studie des Leibniz-Instituts für Präventionsforschung und Epidemiologie in Pakistan ein deutlich erhöhtes Krebsrisiko infolge des Naswar-Konsums nachgewiesen.